# Tomáš Požár
Tomáš Požár (* 9. září 1975) je bývalý český fotbalový obránce, funkcionář a trenér.

## Fotbalová kariéra
V české nejvyšší lize hrál za AC Sparta Praha (1994–1996), FK Teplice a FK Jablonec (1997–2001). Nastoupil v 62 utkáních. Se Spartou získal v roce 1995 ligový titul. V Lize mistrů UEFA nastoupil v sezóně 1995/96 za Spartu v 5 utkáních.

## Ligová bilance
| Ročník                          | Zápasy | Góly | Klub            |
| ------------------------------- | ------ | ---- | --------------- |
| 1. česká fotbalová liga 1994/95 | 1      | 0    | AC Sparta Praha |
| 1. česká fotbalová liga 1995/96 | 16     | 0    | AC Sparta Praha |
| 1. česká fotbalová liga 1996/97 | 1      | 0    | FK Teplice      |
| 1. česká fotbalová liga 1996/97 | 7      | 0    | FK Jablonec     |
| Gambrinus liga 1997/98          | 10     | 0    | FK Jablonec     |
| Gambrinus liga 1998/99          | 19     | 0    | FK Jablonec     |
| Gambrinus liga 1999/00          | 4      | 0    | FK Jablonec     |
| Gambrinus liga 2000/01          | 3      | 0    | FK Jablonec     |
| CELKEM                          | 62     | 0    |                 |

## Funkcionářská kariéra
Po skončení hráčské kariéry se začal věnovat trénování mládeže a dal se na dráhu fotbalového funkcionáře. Stal se sportovním ředitelem pražských Bohemians Praha 1905.
V červenci 2015 se stal šéfem skautingu v AC Sparta Praha a v říjnu 2016 byl jmenován jejím sportovním ředitelem.

## Trenérská kariéra
Od prosince 2016 do března 2017 vytvořil trenérský tandem spolu s Davidem Holoubkem (ten z důvodu absence nejvyšší trenérské licence mohl vést Spartu v 1. lize předtím jen po dobu 60 dní) u A-týmu Sparty. Poté se Sparta rozhodla v tomto řešení trenérské otázky kvůli slabým výkonům mužstva nepokračovat a „kormidlo“ převzal Petr Rada.